# Quartation
Als Quartation (von lateinisch quarte = Vierte) bezeichnet man die Trennung von Gold und Silber (eine Art der Gold-Silber-Scheidung) bei entsprechenden Silberlegierungen durch heiße Salpetersäure (Scheidewasser). 
Der Name leitet sich aus dem Verhältnis 1:3 zwischen Gold und Silber oder unedlen Metallen (ein viertel Gold) der dafür verwendeten Ausgangslegierung ab. Ein größerer Anteil an Gold passiviert die Oberfläche und verhindert die Trennung. Später fand man heraus, dass auch Legierungen mit höherem Goldanteil eingesetzt werden können, wenn höher konzentrierte Salpetersäure verwendet wird. Heute wird diese Methode kaum noch verwendet.
Zur Trennung einer Goldlegierung wird der Schmelze Silber oder Kupfer oder auch Sterlingsilber zugesetzt, bis der Goldgehalt auf 25 % der Masse oder weniger gesenkt ist. Die goldhaltige Legierung wird in Tropfen gegossen oder mechanisch zerkleinert und anschließend mit heißer Salpetersäure behandelt. Bei diesem Prozess werden nitrose Gase freigesetzt und es bildet sich Silbernitrat bzw. Kupfernitrat, während der Goldanteil als unlöslicher Rückstand zurückbleibt. 
Aus der Lösung kann anschließend Silber, Kupfer und ein Teil der Platinmetalle ausgefällt werden. Zugabe von Chloridionen bewirkt die Ausfällung von unlöslichem Silberchlorid, die Zugabe von metallischem Kupfer hingegen bewirkt einen Niederschlag von feinem Silber, genannt Zementsilber, weil es wie graues Zementpulver aussieht, während stattdessen Kupfer in Lösung geht.
Das schwammartige Gold aus diesem Prozess wird eingeschmolzen und kann anschließend durch Raffination von den verbleibenden ca. 2 % Verunreinigungen befreit und zu Feingold weiterverarbeitet werden. Das beim Fällen wiedergewonnene Silber oder Kupfer kann anschließend wieder bei der Quartation verwendet werden oder weiter elektrolytisch gereinigt werden. Bei diesem Prozess fallen dann die Platinmetalle als Anodenschlamm an.
Siehe auch
- Affinerie